# نهائي الدرع الخيرية 1928
نهائي الدرع الخيرية 1928 هي النسخة الخامسة عشر من الدرع الخيرية. لعبت المباراة بتاريخ 24 أكتوبر 1928 على ملعب أولد ترافورد، بين إيفرتون وبلاكبيرن روفرز. فاز إيفرتون باللقب بعد فوزه على بلاكبيرن روفرز بنتيجة 2–1

## خلفية
تأهل إيفرتون بصفته بطل دوري كرة القدم الإنجليزي 1927–28، بينما تأهل بلاكبيرن روفرز بصفته بطل كأس الاتحاد الإنجليزي 1927–28.

## المباراة
| إيفرتون | 2–1         | بلاكبيرن روفرز |
| ------- | ----------- | -------------- |
| دين     | [ 1 ] [ 2 ] | ثورنيويل       |